# Fluide rhéoscopique
 (octobre 2020).
Si vous disposez d'ouvrages ou d'articles de référence ou si vous connaissez des sites web de qualité traitant du thème abordé ici, merci de compléter l'article en donnant les références utiles à sa vérifiabilité et en les liant à la section « Notes et références ».
 (octobre 2020).

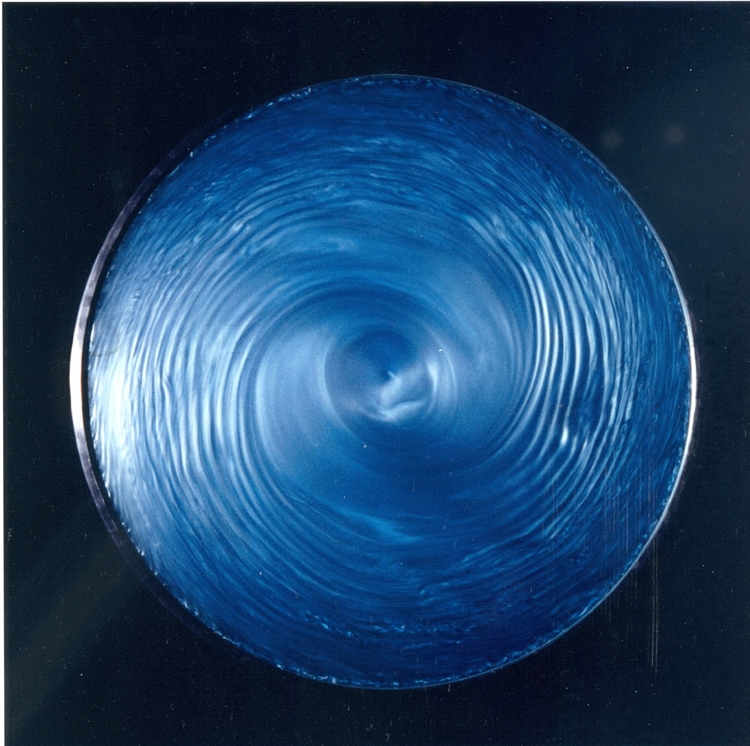
Un rotatif, système inventé par l'artiste Paul Matisse et basé sur les fluides rhéoscopiques.

Un fluide rhéoscopique (« qui montre les courants ») est un fluide dans lequel les écoulements sont visibles à l’œil nu. Les liquides rhéoscopiques sont utilisés dans certaines méthodes de visualisation des courants en dynamique des fluides, notamment dans les phénomènes de convection et pour les écoulements laminaires. Ils consistent en une suspension de particules comme des poudres de mica, des paillettes métalliques, ou des écailles de poisson, dans des fluides comme l'eau ou le stéarate de glycol.
Quand le fluide est mis en mouvement, les particules en suspension s'alignent selon le courant du fluide. Avec un éclairage adapté, les différentes zones du milieu de suspension en écoulement reflètent la lumière avec des intensités dépendant de la vitesse du fluide, ce qui rend visible l'écoulement.